# Morti nel 1197
| Questa pagina contiene informazioni ricavate automaticamente dalle voci biografiche con l'ausilio del template Bio e di un bot. L'aggiornamento è periodico e automatico e ricostruisce completamente la pagina. Se manca una persona in questa lista, sei pregato di non aggiungerla, ma accertati piuttosto che la sua voce biografica contenga il template Bio e che i dati anagrafici siano correttamente compilati. Se il template Bio manca, inseriscilo tu stesso o, in alternativa, metti l'avviso {{tmp\|Bio}} che ne segnala la mancanza. Se i dati riportati sono sbagliati, correggi direttamente la voce biografica; le modifiche saranno visibili in questa lista entro pochi giorni. Per chiarimenti vedi il progetto biografie. La lista contiene solo le 22 persone che sono citate nell'enciclopedia e per le quali è stato implementato correttamente il template Bio. Pagina aggiornata al 18 ago 2025. |

- 31 gennaio - Guglielmo di Longchamp, politico e vescovo cattolico inglese
- 29 marzo - Guglielmo Tempier, vescovo cattolico francese
- 20 aprile - Gerardo de' Taccoli, vescovo cattolico italiano
- 23 aprile - Davide Rostislavič, nobile russo (n. 1140)
- 28 aprile - Rhys ap Gruffydd, sovrano (n. 1132)
- 15 giugno - Enrico Bratislao III di Boemia, vescovo cattolico boemo (n. 1137)
- 1º luglio - Gertrude di Baviera e Sassonia, nobile tedesca
- 10 settembre - Enrico II di Champagne, conte (n. 1166)
- 28 settembre - Enrico VI di Svevia, sovrano (n. 1165)
- 14 ottobre - Ermengarda di Narbona, trobairitz francese
- 13 novembre - Omobono Tucenghi, mercante e santo italiano
- 'Imad al-Din Zenji II, emiro
- Giovanni Bassiano, giurista italiano
- Pietro Cantore, teologo francese
- Giordano Lupino, nobile italiano
- Abu Madyan Shu'ayb, spagnolo (n. 1126)
- Margarito di Brindisi, pirata e ammiraglio bizantino
- Margherita di Francia, principessa francese (n. 1158)
- Migliore di Pisa, cardinale italiano
- Riccardo I Orsini, nobile italiano (n. 1165)
- Pietro IV di Bulgaria, sovrano bulgaro
- Uta di Schauenburg, nobile tedesca